# Motocarro

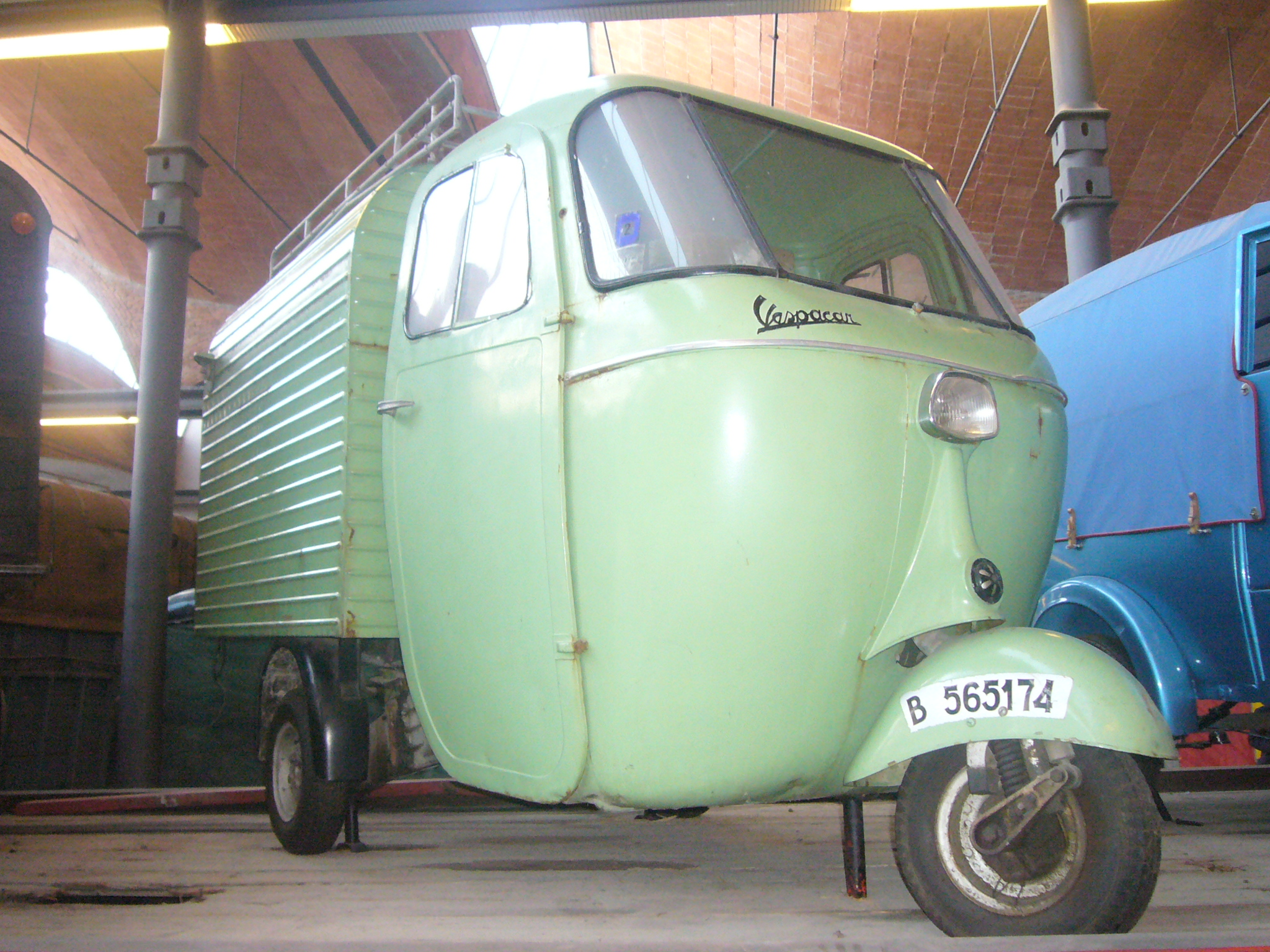
El Vespacar, motocarro molt popular a Catalunya durant els anys 60 i 70

Un motocarro, anomenat oficialment tricicle motoritzat de transport lleuger, és un tricicle proveït de motor destinat al transport de mercaderies lleugeres, emprat per a fer petits transports urbans o a curtes distàncies. Normalment, la part anterior deriva de la part mecànica d'una motocicleta i la posterior és un compartiment de càrrega, encara que a la pràctica n'hi ha diverses tipologies, des de vehicles totalment carrossats fins a simples motocicletes amb una caixa de transport al davant o al darrere. Allò que caracteritza tot els motocarros, doncs, és el fet de tenir tres rodes i disposar d'un compartiment de càrrega.

## Història
Els primers vehicles d'aquesta mena dels que hom té coneixement varen ser fets a Dinamarca cap al final del segle xix i anaven propulsats per un motor elèctric. El primer motocarro derivat d'una motocicleta s'atribueix al fabricant dels EUA Indian, marca que ja el 1908 va construir una petita furgoneta de tres rodes, amb la part posterior basada en el seu model monocilíndric de 500 cc i col·locant al davant la caixa. El model va ser ràpidament adoptat per molts fabricants de Hot dogs i gelats. També als EUA, el 1932 es va presentar la Harley-Davidson Servi-Car, un vehicle de tres rodes amb una mena de portamaletes al darrere que es va fer molt popular com un vehicle de servei de la companyia telefònica i, més tard, de la policia. El model estigué en producció durant quatre dècades.
L'ús generalitzat del vehicle de tres rodes a Europa va començar durant la dècada de 1930 i més tard esdevingué un dels principals mitjans de transport emprats per a la reconstrucció durant la postguerra de la Segona Guerra Mundial. Fou a Itàlia on més succés assolí aquesta mena de vehicle, i gairebé tots els fabricants de motocicletes italians incloïen algun motocarro en les seves gammes. El primer a fer-ho havia estat Moto Guzzi ja el 1928, amb el seu model Ercole, i el van seguir més endavant, entre d'altres, MV Agusta, Aermacchi, Lambretta i Piaggio (aquest darrer, autor d'un dels models de major difusió, el Piaggio Ape, comercialitzat a l'estat espanyol per Motovespa com a Vespacar).

### El motocarro als Països Catalans
Al mateix temps que els motocarros esdevenien populars a Itàlia i altres països en vies de reconstrucció, als Països Catalans tingueren també gran acceptació des del començament de la dècada de 1950. Gairebé tots els fabricants d'aquella època varen incloure algun model de motocarro o tricicle de transport entre la seva oferta de models, des de Derbi fins a Mymsa, Cremsa, Sanson, Clúa o Lifante entre d'altres. Un dels més coneguts fou Delfín, fabricant barceloní que destacà durant els 50 i començaments dels 60 pels seus models de motocarro completament carrossats, de tipus camioneta, anomenats justament Tricamioneta. Molts d'aquests fabricants equipaven els seus motocarros amb el motor Hispano Villiers, emprat també per la majoria de fabricants de microcotxes de l'època.
Durant els 50 i 60, el motocarro era el vehicle de transport per excel·lència. En una època que els camions eren cars i grossos i les furgonetes encara no havien evolucionat al vehicle utilitari que són actualment, la solució ideal per a la ciutat era el motocarro. Comerços i serveis de tota mena el feien servir, des del servei estatal de correus al sector de la construcció, passant per flequers, vidriers i, en general, tota mena de petits fabricants. La popularitat dels motocarros en aquella època era tan gran que fins i tot apareixien en diverses obres cinematogràfiques, com ara la pel·lícula Plácido de Luis García Berlanga, rodada el 1961 a Manresa (Bages), on hi apareixia com a icona destacada un motocarro estranyament guarnit. A partir de mitjan dècada de 1960, però, la implantació en el mercat de les furgonetes DKW, Romeo, Tempo i similars varen causar un fort declivi en les vendes dels motocarros catalans, i hagueren d'abandonar-ne la producció moltes de les marques que s'hi dedicaven.
Un dels darrers reductes del motocarro fou el servei estatal de correus, en què el repartiment de correspondència -especialment, gran paqueteria- es va continuar de fer durant dècades amb motocarros, normalment del model Vespacar fabricat per Vespa a la península Ibèrica com a adaptació del Piaggio Ape. Avui dia encara és possible veure'n algun en funcionament, si bé ja com a autèntiques relíquies.
Actualment, el paper que feien abans els motocarros ha estat adoptat per petites furgonetes i camionetes tipus Isuzu i similars, gairebé tan lleugeres i manejables com els antics vehicles de tres rodes i més còmodes de conduir, a banda d'oferir major capacitat de transport.

## Evolució tecnològica
En les primeres versions de motocarros, l'adaptació de la motocicleta es limitava a uns petit canvis en la part anterior: s'hi substituïa l'eix davanter per un de més llarg amb dues rodes, damunt les quals s'hi muntava la caixa de transport. La solució amb la caixa davantera és la més econòmica, ja que permet l'aprofitament de la moto sense canvis importants a les parts central i posterior i manté intacte el sistema de tracció. Aquesta opció, a més, exclou la propagació dels moviments de la càrrega a les dues rodes del darrere, evita doncs la costosa complicació del diferencial. Com a desavantatge, cal limitar la mida i l'abast de la caixa, la qual dificulta a més a més la visibilitat del conductor i implica un esforç suplementari en la maniobrabilitat (els canvis de direcció són difícils). Finalment, la caixa anterior implica una forta tendència a la inclinació cap endavant durant la frenada.
Les següents versions de motocarro exploraren la solució d'adaptar la motocicleta tot modificant-ne la part posterior, substituint-hi la roda del darrere per un eix de dues rodes i instal·lant-hi a sobre una caixa de transport. Un cop consolidada aquesta tipologia, amb el pas del temps els motocarros varen anar adoptant diverses modificacions centrades en la part anterior del vehicle, on es va passar de la posició de conducció típica d'una motocicleta a una de més pròxima a la dels automòbils, en adoptar-s'hi una cabina (amb tots els avantatges que comporta aquesta protecció). La constant evolució d'aquesta mena de motocarro els va anar acostant cada cop més a l'aspecte i comportament d'una furgoneta. La diferenciació que hi hagué entre els primers motocarros amb caixa anterior i els més actuals amb caixa al darrere ha fet que normalment es designi com a tricicle de transport els primers i motocarro els segons.
Pel que fa als motors, els primers models de motocarro anaven equipats amb motor d'explosió d'alta cilindrada, característics de la producció de l'època, però amb el pas del temps es van anar fent més petits, fins al punt que avui dia existeixen versions de molt baixa cilindrada que poden ser conduïts sense necessitat de tenir el carnet de conduir. Actualment, el motor dels motocarros és sovint de petita o mitjana cilindrada i generalment de motocicleta, l'habitacle de conducció sol constar d'un únic selló per al conductor i el sistema de guiatge acostuma a ser amb manillar, per bé que també n'hi ha que porten volant. Les rodes del darrere, o una de sola, són motrius.